# Assistenz (Behindertenhilfe)
Der Begriff Assistenz bei Menschen mit Behinderung steht für selbstbestimmte Behindertenhilfe.

## Persönliche Assistenz
Persönliche Assistenz ist von behinderten Menschen selbst bestimmte Unterstützung und Pflege. Assistenz umfasst nicht nur Pflege, sondern auch Hilfe bei allen anderen Verrichtungen des täglichen Lebens. Der Begriff Assistenz wurde geprägt, um schon über die Wortwahl selbstbestimmte von fremdbestimmter Behindertenhilfe abzugrenzen. Die ursprünglich neutralen Worte „Betreuung“, „Versorgung“ und „Pflege“ sind für Behinderte oft gleichbedeutend mit Fremdbestimmung und Bevormundung.
In der Praxis finden folgende zwei Modelle Anwendung:
- Im Arbeitgeber-Modell sind behinderte Menschen als Arbeitgeber aktiv, sie stellen als Assistenznehmer ihre Helfer (= Assistenzgeber) selbst ein, sorgen für die nötige Einarbeitung und sind auch für die arbeitgebertypische Verwaltungsarbeit eigenverantwortlich.
- Im Dienstleister-Modell übernimmt ein Assistenzdienst im Auftrag und stellvertretend für den Assistenznehmer die Organisation, Verwaltung, Budgetsteuerung und Abrechnung aller zur Assistenz gehörenden Aufgaben; dann ist der Assistenzdienst der Arbeitgeber für die Assistenzgeber.

Der Umfang der Assistenz ist individuell verschieden und reicht von einigen Stunden täglich (meist als Freizeit-Assistenz) bis zur Assistenz mit 24 Stunden pro Tag und sieben Tagen pro Woche (also tatsächlich „rund um die Uhr“).
Die Finanzierung wird von Leistungsträgern wie etwa Krankenkassen, Pflegekassen und Sozialämtern realisiert.
Assistenzgenossenschaften sind Selbsthilfegruppen, die grob mit Pflegediensten vergleichbar sind.
Das Wort „Assistent“ stammt laut Duden aus dem Lateinischen und heißt so viel wie „Beisteher, Helfer“. Dies ist jemand, der einem anderen assistiert. Assistieren bedeutet, ebenfalls laut Duden: „jemandem nach dessen Anweisungen zur Hand gehen“ (vgl. Duden 1997: 89). Bedeutungsvoll scheint in diesem Zusammenhang „nach dessen Anweisungen“.
Das Assistenzmodell (bevorzugte Bezeichnung in der Schweiz) bzw. die „Persönliche Assistenz“ wurde von ausschließlich körperbehinderten Menschen entwickelt. Deshalb lässt es sich zunächst einmal bei diesen Menschen anwenden. Im Verlauf der heutigen Entwicklung zeigt es sich, dass viele inhaltliche Teile dieses Modells ebenfalls bei der Arbeit mit Menschen mit kognitiven Entwicklungsbeeinträchtigungen sehr sinnvolle Anregungen und Impulse geben können.

### Entwicklung des Assistenzmodells
Das Assistenzkonzept entstammt den Auseinandersetzungen der „Selbstbestimmt-leben-Bewegung“, zu der sich vor allem körperbehinderte Menschen zusammengeschlossen hatten. In diesem Zusammenhang begegnet man oft auch dem Begriff der „Persönlichen Assistenz“. Damit ist jegliche Form der persönlichen Hilfe gemeint, die der assistenznehmenden Person dazu verhilft, ihr Leben möglichst selbstbestimmt zu leben. Persönliche Assistenz umfasst sowohl die Bereiche der Körperpflege, der Haushalts- oder der medizinischen Krankenpflege, als auch der kommunikativen Hilfen durch zum Beispiel Gebärdensprachdolmetscher für Menschen mit Hörbeeinträchtigungen oder Vorlesedienste für Menschen mit Sehbeeinträchtigungen (vgl. Niehoff, 2003: 53).
Selbstbestimmung ist ein zentraler Punkt des Assistenzmodells. Damit Menschen mit Entwicklungsbeeinträchtigungen möglichst selbstbestimmt leben können, ist es nötig, dass Hilfeleistungen so weit wie möglich unabhängig von Organisationen und deren fremdbestimmten Zwängen organisiert werden. Ebenfalls einschränkend ist fremdbestimmte, entmündigende Hilfe, wie sie in der traditionellen Behindertenhilfe lange vorherrschend war und teilweise immer noch ist. Zur Erfüllung dieser Voraussetzungen hat sich der Assistenzgedanke herauskristallisiert. Zentral dabei ist, dass sich die Person mit Hilfebedarf die Assistenzperson selbst aussucht, sie anleitet, einsetzt und bezahlt (vgl. Steiner 2001: 18).
Aus einer Dialektik zwischen der Kritik am Hilfesystem (Kampf gegen die Fremdbestimmung) und dem Entwurf und der Verwirklichung von Alternativen entwickelte sich in Deutschland über die Heimkritik das Paradigma der Ambulanten Dienste. Wiederum aus der Kritik an den Ambulanten Diensten entstanden selbstorganisierte Hilfen. Diese führten in der ersten Hälfte der 1980er Jahre zu einem weitgehend gemeinsamen Konzept der Bundesrepublik Deutschland und der USA von Selbstbestimmt Leben und Assistenz (ebd. 2001: 20).
Die Kritik, von den Expertenpersonen entmündigt zu werden, schließt an die Expertenkritik der 1970er Jahre an. Es wird als problematisch angesehen, wenn Professionelle die Definitionsmacht über das „gute Leben“ haben (vgl. Baumgartner 2002: 68). Sie sollen nicht bestimmen, wie das „gute Leben“ aussieht. Diese Bestimmung soll bei der betroffenen Person liegen. Jeder Mensch soll dies selbst für sich definieren dürfen. Auch diese Ansicht trug einen Teil zur Entwicklung von neuen Modellen bei.
Auch die amerikanische Philosophie von independent living (Selbstbestimmt Leben) hatte also einen Einfluss auf die Entstehung des Assistenzgedankens. Die anfängliche Entwicklung in Deutschland geschah aber unabhängig davon. Die „Behinderten- und Krüppelbewegung“ hatte hier einen großen Einfluss darauf. In Deutschland existierte die Form der Selbstorganisierten Hilfe, bevor die amerikanische IL-Philosophie bekannt wurde (vgl. Steiner 2001: 21).
An die Kritik gegenüber der Fremdbestimmung der Organisationen und der Expertendominanz schließt auch die heutige Kampagne des Forums selbstbestimmter Assistenz behinderter Menschen (ForseA) in Deutschland an. Sie trägt den Namen „Marsch aus den Institutionen – Reißt die Mauern nieder!“ und hat zum Ziel, Menschen mit Entwicklungsbeeinträchtigungen ein möglichst selbstbestimmtes Leben zu ermöglichen, in der von ihnen gewählten Umgebung. Deshalb ist es der Kampagne auch ein Anliegen, Menschen mit Entwicklungsbeeinträchtigungen vor der Einweisung in Einrichtungen zu bewahren, bzw. ihnen den Auszug aus Organisationen zu ermöglichen.
Wichtig für die Entwicklung des Assistenz-Modells war die „Behinderten- und Krüppelbewegung“.

### Assistenz/Assistenzbeitrag in der Schweiz
Im Rahmen der 6. Revision des Bundesgesetz über die Invalidenversicherung (IVG) wurde mit Wirkung zum 1. Januar 2012 der Assistenzbeitrag (AB) eingeführt. Anspruchsberechtigt sind die Bezüger einer Hilflosenentschädigung (HE) der IV. Der AB ist für die IV kostenneutral, weil die HE für Heimbewohner halbiert und die Kantone indirekt in die Finanzierung eingebunden werden.
Für einen Teil der Bezüger einer Hilflosenentschädigung sind die herkömmlichen Pflege- und Betreuungsangebote durch Institutionen und Spitexorganisationen nicht bedarfsgerecht. Sie wollen selber bestimmen können, wer ihnen wann, wo, wie und wie lange hilft. Als Arbeitgeber stellen sie oder ihre gesetzlichen Vertreter selber ausgewählte Personen (Assistenten) an, die sie im Alltag unterstützen. Zum Prinzip „Selbstbestimmtes Leben mit Eigenverantwortung“ gehört die echte Wahlfreiheit zwischen Leben zu Hause oder im Heim, zwischen Arbeiten im regulären Arbeitsmarkt oder in einer Werkstätte, zwischen Regel- oder Sonderschule. Integration und Gleichstellung werden damit gefördert.
Ein fünfjähriger Test (2006–2011) in den Kantonen Basel-Stadt, St. Gallen und Wallis hat die Vorteile des AB bestätigt:
Betroffene begrüßen die größere Freiheit, selbständig zu entscheiden und zu handeln, ihre Lebensqualität steigt erheblich und sie haben mehr Möglichkeiten, am Alltagsleben teilzunehmen (Integration). Angehörige werden entlastet. Heimaustritte und weniger Heimeintritte entlasten die Gemeinden und Kantone, weniger Spitex entlastet Krankenkassen und öffentliche Hand.
Der AB deckt die behinderungsbedingten Mehrkosten der persönlichen Assistenz. Diese Mehrkosten belasten die Betroffenen aufgrund ihres regelmäßigen Hilfebedarfs für alltägliche Lebensverrichtungen, Haushalt, Freizeit, Bildung und Arbeit/gemeinnütziges Engagement, Kindererziehung sowie Überwachung und Hilfe in der Nacht durch die Direktanstellung persönlicher Assistenten. Der AB wird zusätzlich zur Hilflosenentschädigung vergütet und auf der Basis einer Abklärung des Hilfebedarfs im Einzelfall festgelegt. Die Abrechnung erfolgt im Rahmen festgelegter Tarife. Das Parlament beschloss mit knapper Mehrheit, die Anstellung von Angehörigen nur teilweise zuzulassen. Sie dürfen weder in direkter Linie mit der behinderten Person verwandt noch mit dieser liiert sein.
Gerechnet wird mit 3‘000 Bezügern (rund 10 % der Anspruchsberechtigten). Ursprünglich wollte der Bundesrat den AB auf mündige Erwachsene beschränken. Das Parlament hat aber festgelegt, dass auch Minderjährige und in ihrer Handlungsfähigkeit eingeschränkte Erwachsene unter bestimmten Voraussetzungen den AB erhalten können. Nach dem Willen von allen Behindertenorganisationen müssen jegliche diskriminierende Einschränkungen behoben werden. Kinder, Jugendliche und Erwachsene mit gesetzlicher Vertretung dürfen nicht ausgeschlossen werden.